# Регулюючий орган соліситорів
Регулючий орган соліситорів (англ. Solicitors Regulation Authority, SRA) — регулюючий орган соліситорів Англії та Уельсу.
Він регулює професійну поведінку понад 125 000 соліситорів та інших уповноважених осіб, які працюють у понад 11 000 юридичних фірм, а також інших приватних і державних організаціях.
SRA розташована в Бірмінгемі та має офіс у Лондоні. Головний виконавчий директор (англ. Chief Executive) та старша управлінська команда (англ. Senior Management Team) здійснюють оперативне управління діяльністю SRA. Рада та її підкомітети забезпечують стратегічне управління.
SRA утворили в січні 2007 року за Актом про юридичні послуги 2007 року як незалежного регулятора соліситорів. Формально є частиною Правничого товариства Англії та Уельсу, але як утворення на підставі закону у своїй діяльності не залежить від Правничого товариства. Сер Девід Клементі в доповіді щодо всіх юридичних послуг у Англії та Уельсі рекомендував професійним органам, які мають водночас регуляторні та представницькі повноваження, розмежувати ці ролі. Уряд прийняв цю рекомендацію.
Правниче товариство Англії та Уельсу залишається представницьким органом соліситорів.

## Передісторія
Професія соліситора була саморегулівною віками. Правниче товариство отримало свою першу королівську хартію в 1831 році, а нова хартія 1845 року визначила Товариство незалежним, приватним органом, який обслуговує справи професії подібно до інших професійних, літературних та наукових органів. У 1834 році Товариство вперше розпочало провадження проти нечесних практиків. До 1907 року Товариство мало статутний дисциплінарний комітет і отримало повноваження розслідувати рахунки адвокатів і видавати річні сертифікати на зайняття діяльністю. У 1983 році Товариство створило управління з нагляду над адвокатами (англ. Office for the Supervision of Solicitors) для розгляду скарг на адвокатів.
Після звіту Клементі було утворено SRA як раду Правничого товариства, але SRA регулює та забезпечує регулювання повністю незалежно від Правничого товариства. Він не є представницьким органом професійної спільноти та не відповідає перед нею, й очолюють його не юристи. Нинішній головний виконавчий директор Пол Філіп має кар'єру регулятора, який раніше обіймав посаду в Генеральній медичній раді. Це породило аномалію, коли в Англії та Уельсі на відміну від більшості країн загального права соліситорів допускають до професії не юристи, а сертифікати на зайняття діяльністю видають за підписом бюроктара-регулятора, який не є адвокатом чи суддею. Правниче товариство залишається затвердженим регулятором, хоча після Акту про юридичні послуги 2007 року новий орган, Рада юридичних послуг (англ. Legal Services Board) під головуванням сера Майкла Пітта, призначеного урядом, здійснює нагляд за всіма затвердженими регуляторними органами, включаючи Раду баристерів Англії та Уельсу, яка також передала свої регуляторні функції Раді стандартів баристерів.